# فارست لیک (ایلینوی)
فارست لیک (به انگلیسی: Forest Lake) یک منطقهٔ مسکونی در ایالات متحده آمریکا است که در ایلینوی واقع شده‌است. فارست لیک ۱٬۶۵۹ نفر جمعیت دارد.